# Alexis Martin
Alexis Martin (* 1834; † 1904) war ein französischer Schriftsteller.
Martin war befreundet mit den Schriftstellern Louis de Fourcaud und Charles-Augustin Sainte-Beuve. Durch das gemeinsame Interesse an der zeitgenössischen Literatur kam es dann auch zum Kontakt zu anderen Parnassiens. Später wurde der Verleger Alphonse Lemerre auf Martin aufmerksam und nahm einige seiner Gedichte in die später berühmt gewordene Anthologie Le Parnasse contemporain mit auf. Heute zählt man Martin zum Umfeld dieser literarischen Vereinigung.

## Werke (Auswahl)
Belletristik
- Les débuts de Corneille. Comédie en un acte. Lemerre, Paris 1888.
- La fête de Molière. Comédie en un acte. Levy, Paris 1860.
- L'oiseau de proie. Drame en 5 actes et 6 tableaux. Tresse, Paris 1883.
- Pierrot Magnétiseur. Farce en un acte. Mandot, Paris 1882 (zusammen mit Robert de la Villeharvé).
- Sonnets. Lemerre, Paris 1888 (illustriert von Louis Alexis Letourneau).

Sachbücher
- Jean Ango. Armateur dieppois. Hennuyer, Paris 1884 (zusammen mit Albert Bertrand).
- Tout autour de Paris. Promenades et excursions dans le département de la Seine. Hennuyer, Paris 1894.
- Une visite à Amiens. Hennuyer, Paris 1896.
- Une visite à Arras. Hennuyer, Paris 1901.
- Une visite à Beauvais. Hennuyer, Paris 1894.
- Une visite à Orléans. Hennuyer, Paris 1900.
- Une visite à Versailles et aux Trianons. Hennuyer, Paris 1894.